# Johnny Davis (Basketballspieler, 2002)
Jonathan Christian „Johnny“ Davis (* 13. Mai 2002 in La Crosse) ist ein US-amerikanischer Basketballspieler.

## Werdegang
Davis, dessen Vater Mark 13 Jahre lang Berufsbasketballspieler war, spielte in seiner Heimatstadt an der La Crosse Central High School Basketball und American Football. 2020 erhielt er die Auszeichnung als „Mr. Basketball“ des US-Bundesstaates Wisconsin. Davis verließ die Schulmannschaft als bester Korbschütze (2158 Punkte) ihrer Geschichte.
Zusammen mit seinem Zwillingsbruder Jordan wechselte er 2020 an die University of Wisconsin. Im Anschluss an die Saison 2021/22, in der er im Schnitt 19,7 Punkte, 8,2 Rebounds sowie 2,1 Vorlagen je Begegnung verbuchte, wurde Johnny Davis mit dem nach Lute Olson benannten Preis für den Spieler des Jahres der ersten NCAA-Division ausgezeichnet. Davis wurde des Weiteren als bester Spieler auf der Shooting-Guard-Position benannt.
Er wechselte 2022 ins Profigeschäft, die Washington Wizards erlangten im Juni 2022 beim Draftverfahren der NBA die Rechte an Davis. Er blieb bis Februar 2025 in der US-Hauptstadt und wurde dann an die Memphis Grizzlies abgegeben. Memphis strich Davis im selben Monat aus dem Aufgebot. Zum Einsatz war er nicht gekommen.

### Nationalmannschaft
2021 wurde er mit der US-Nationalmannschaft U19-Weltmeister.

## Karriere-Statistiken
| Legende | Legende                                        | Legende | Legende                                                     | Legende | Legende                                          |
| ------- | ---------------------------------------------- | ------- | ----------------------------------------------------------- | ------- | ------------------------------------------------ |
| GP      | Absolvierte Spiele (Games played)              | GS      | Spiele von Beginn an (Games started)                        | MPG     | Absolvierte Minuten pro Spiel (Minutes per game) |
| FG %    | Wurfquote aus dem Feld (Field-goal percentage) | 3P %    | Wurfquote Drei-Punkte-Würfe (3-point field-goal percentage) | FT %    | Freiwurfquote (Free-throw percentage)            |
| RPG     | Rebounds pro Spiel (Rebounds per game)         | APG     | Assists pro Spiel (Assists per game)                        | SPG     | Steals pro Spiel (Steals per game)               |
| BPG     | Blocks pro Spiel (Blocks per game)             | PPG     | Punkte pro Spiel (Points per game)                          | FETT    | Karriere-Bestmarke                               |

### NBA

#### Hauptrunde
| Saison  | Team       | GP | GS | MPG  | FG % | 3P % | FT % | RPG | APG | SPG | BPG | PPG |
| ------- | ---------- | -- | -- | ---- | ---- | ---- | ---- | --- | --- | --- | --- | --- |
| 2022–23 | Washington | 28 | 5  | 15.1 | .386 | .243 | .519 | 2.3 | 1.0 | 0.4 | 0.3 | 5.8 |
| 2023–24 | Washington | 50 | 3  | 12.3 | .403 | .350 | .583 | 1.4 | 0.6 | 0.4 | 0.2 | 3.0 |
| Gesamt  | Gesamt     | 78 | 11 | 13.3 | .394 | .282 | .549 | 1.8 | 0.8 | 0.4 | 0.2 | 4.0 |